# Sant Martinian
Saint-Martinien és un municipi francès, situat al departament de l'Alier i a la regió d'Alvèrnia-Roine-Alps. L'any 2007 tenia 605 habitants.

## Demografia

### Població
El 2007 la població de fet de Saint-Martinien era de 605 persones. Hi havia 224 famílies de les quals 52 eren unipersonals (28 homes vivint sols i 24 dones vivint soles), 80 parelles sense fills, 76 parelles amb fills i 16 famílies monoparentals amb fills.
La població ha evolucionat segons el següent gràfic:
Habitants censats

### Habitatges
El 2007 hi havia 293 habitatges, 234 eren l'habitatge principal de la família, 10 eren segones residències i 49 estaven desocupats. Tots els 293 habitatges eren cases. Dels 234 habitatges principals, 207 estaven ocupats pels seus propietaris, 26 estaven llogats i ocupats pels llogaters i 1 estava cedit a títol gratuït; 19 tenien dues cambres, 50 en tenien tres, 105 en tenien quatre i 60 en tenien cinc o més. 167 habitatges disposaven pel capbaix d'una plaça de pàrquing. A 80 habitatges hi havia un automòbil i a 135 n'hi havia dos o més.

### Piràmide de població
La piràmide de població per edats i sexe el 2009 era:
| Homes | Edats   | Dones |
| ----- | ------- | ----- |
| 4     | 95 o +  | 0     |
| 0     | 90 a 94 | 4     |
| 4     | 85 a 89 | 16    |
| 0     | 80 a 84 | 16    |
| 12    | 75 a 79 | 12    |
| 20    | 70 a 74 | 8     |
| 4     | 65 a 69 | 12    |
| 20    | 60 a 64 | 4     |
| 4     | 55 a 59 | 24    |
| 28    | 50 a 54 | 12    |
| 28    | 45 a 49 | 12    |
| 16    | 40 a 44 | 28    |
| 16    | 35 a 39 | 8     |
| 20    | 30 a 34 | 20    |
| 8     | 25 a 29 | 20    |
| 8     | 20 a 24 | 16    |
| 20    | 15 a 19 | 28    |
| 8     | 10 a 14 | 24    |
| 8     | 5 a 9   | 20    |
| 8     | 0 a 4   | 4     |

## Economia
El 2007 la població en edat de treballar era de 375 persones, 303 eren actives i 72 eren inactives. De les 303 persones actives 277 estaven ocupades (149 homes i 128 dones) i 26 estaven aturades (13 homes i 13 dones). De les 72 persones inactives 25 estaven jubilades, 20 estaven estudiant i 27 estaven classificades com a «altres inactius».

### Ingressos
El 2009 a Saint-Martinien hi havia 242 unitats fiscals que integraven 616 persones, la mediana anual d'ingressos fiscals per persona era de 16.199,5 €.

### Activitats econòmiques
Dels 14 establiments que hi havia el 2007, 1 era d'una empresa alimentària, 1 d'una empresa de fabricació d'altres productes industrials, 4 d'empreses de construcció, 2 d'empreses de comerç i reparació d'automòbils, 1 d'una empresa d'hostatgeria i restauració, 1 d'una empresa de serveis, 2 d'entitats de l'administració pública i 2 d'empreses classificades com a «altres activitats de serveis».
Dels 4 establiments de servei als particulars que hi havia el 2009, 1 era un paleta, 1 electricista, 1 perruqueria i 1 restaurant.
L'any 2000 a Saint-Martinien hi havia 41 explotacions agrícoles que ocupaven un total de 1.869 hectàrees.

## Equipaments sanitaris i escolars
El 2009 hi havia una escola elemental integrada dins d'un grup escolar amb les comunes properes formant una escola dispersa.

## Poblacions més properes
El següent diagrama mostra les poblacions més properes.